# Imunoterapia ativa
Imunoterapia ativa é um tipo de imunoterapia que tenta estimular a resposta imune intrínseca ao hospedeiro em relação a uma doença, como o câncer. Um exemplo básico da ação de imunoterapia ativa é na utilização de vacinas específicas.

## Divisão
Este tipo de imunoterapia, portanto, divide-se em duas categorias:
- Imunoterapia ativa não-específica: ocasiona uma resposta geral no sistema imunológico, por meio do uso de citocinas e outros estímulos celulares.[2]
- Imunoterapia ativa específica: ocasiona uma resposta geral no sistema imunológico, por meio de células e anticorpos focados em antígenos específicos que são expressos por células cancerígenas.[3]